# Kuopion Palloseura
Kuopion Palloseura (poznatiji pod nazivom KuPS) je finski nogometni klub iz grada Kuopioa. Klub je osnovan 1923. godine, a u natječe se u prvom razredu nogometnih natjecanja u Finskoj - Veikkausliigi. KuPS je šest puta bio finski prvak uz dva finska kupa te jedan Finski liga kup. Također drži finski rekord po broju uzastopnih sezona provedenih u najvišem rangu finskog nogometa, neprekidno su nastupali od 1949. do 1992. godine. Igraju na stadionu Kuopion keskuskenttä koji može primiti 5.000 gledatelja.

## Vanjske poveznice
- Službene stranice kluba